# Philipp von Hörde (Domherr)

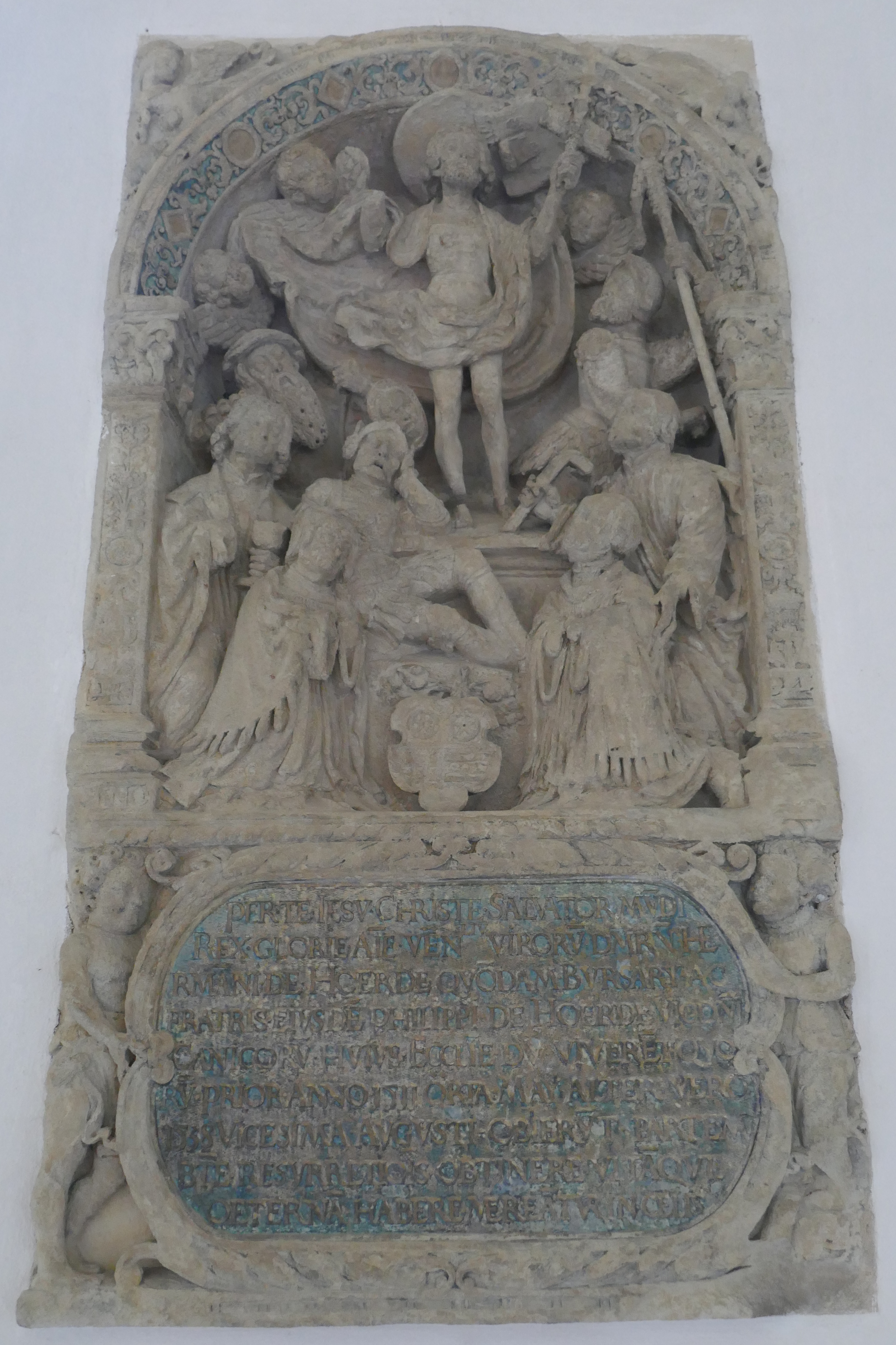
Epitaph

Philipp von Hörde (* im 15. Jahrhundert; † 26. August 1538) war ein römisch-katholischer Geistlicher, Vizedominus und Domherr in Münster.

## Leben

### Herkunft und Familie
Philipp von Hörde entstammte dem westfälischen Adelsgeschlecht Hörde und war der Sohn des Friedrich von Hörde zu Störmede († 1503) und dessen Gemahlin Katharina von Fürstenberg.
Sein Bruder Hermann war Domherr in Münster. Johann, sein anderer Bruder, war Domherr in Paderborn.

### Wirken
Philipp findet erstmals am 18. April 1510 als Domherr zu Münster urkundliche Erwähnung. Im Jahre 1530 wurde er Vizedominus. Mit diesem Amt, das er bis zu seinem Tode ausübte, war die Vertretung des Landesherrn verbunden.
Er war Inhaber der Archidiakonate Ascheberg und Geisteren.